# Светлый (Забайкальский край)
Све́тлый — посёлок сельского типа в Тунгокоченском районе Забайкальского края России. Входит в городское поселение «Вершино-Дарасунское». 

## География
Расположен на правом берегу реки Жарчи, в 43 км к юго-востоку от районного центра, села Верх-Усугли, в 10 км к северо-западу от пгт Вершино-Дарасунский.

## История
До 1977 года в составе Шилкинского района. 

## Население
| 1989 | 2002 | 2010 | 2014 | 2016 | 2017 | 2018 |
| ---- | ---- | ---- | ---- | ---- | ---- | ---- |
| 260  | ↘107 | ↘36  | ↘16  | ↘11  | ↘7   | →7   |
| 2019 | 2020 | 2021 |      |      |      |      |
| ↘1   | ↗6   | →6   |      |      |      |      |